# Клостерхальфен, Констанце
Констанце Клостерхальфен (нем. Konstanze Klosterhalfen; род. 18 февраля 1997, Бонн, Северный Рейн-Вестфалия, Германия) — немецкая легкоатлетка, специализирующаяся в беге на средние дистанции и кроссе. Чемпионка Европы 2022 года и призёр чемпионата мира 2019 года на дистанции 5000 метров. Трёхкратная чемпионка Европы среди юниоров по кроссу, многократная чемпионка Германии. Участница Олимпийских игр 2016 и 2020 годов. 

## Биография
Перед тем, как прийти в лёгкую атлетику, успела попробовать свои силы в спортивной гимнастике, танцах, теннисе и гандболе. С высоким средним баллом окончила гимназию Эльберга, после чего стала изучать спортивную журналистику в Кёльне. В 2013 году в качестве модели участвовала в Берлинской неделе моды, но впоследствии сконцентрировалась на спортивной карьере.
Впервые заявила о себе на юношеских Олимпийских играх в Нанкине, где финишировала четвёртой в беге на 1500 метров. Вслед за этим стала бронзовым призёром чемпионата Европы по кроссу в командном первенстве среди юниорок. В 2015 и 2016 году она трижды выиграла этот турнир в возрастной категории до 20 лет (дважды в личном первенстве и ещё один раз в команде).
В 2016 году стала бронзовым призёром юниорского чемпионата мира на дистанции 3000 метров, а также выполнила олимпийский норматив в беге на 1500 метров, показав время 4.06,91. В 19 лет выступила на Играх в Рио-де-Жанейро, где смогла выйти в полуфинал и занять 16-е место.
В 2017 году выиграла национальный чемпионат в помещении с молодёжным рекордом страны 4.04,91, а затем улучшила этот результат на зимнем чемпионате Европы — 4.04,45. Констанце проиграла только британке Лоре Мьюр и стала серебряным призёром в беге на 1500 метров.

## Основные результаты
| Год  | Турнир                                   | Место проведения         | Дисциплина     | Место      | Результат |
| ---- | ---------------------------------------- | ------------------------ | -------------- | ---------- | --------- |
| 2014 | Юношеские Олимпийские игры               | Нанкин, Китай            | 1500 м         | 4-е        | 4.21,02   |
| 2014 | Чемпионат Европы по кроссу среди юниоров | Самоков, Болгария        | кросс 3,857 км | 28-е       | 15.24     |
| 2015 | Чемпионат Европы среди юниоров           | Эскильстуна, Швеция      | 1500 м         | 3-е        | 4.20,84   |
| 2015 | Чемпионат Европы по кроссу среди юниоров | Йер, Франция             | кросс 4,157 км | 1-е        | 13.12     |
| 2016 | Чемпионат мира среди юниоров             | Быдгощ, Польша           | 3000 м         | 3-е        | 8.46,74   |
| 2016 | Олимпийские игры                         | Рио-де-Жанейро, Бразилия | 1500 м         | 16-е (1/2) | 4.07,26   |
| 2016 | Чемпионат Европы по кроссу среди юниоров | Кья, Италия              | кросс 4,06 км  | 1-е        | 12.26     |
| 2017 | Чемпионат Европы в помещении             | Белград, Сербия          | 1500 м         | 2-е        | 4.04,45   |